# 팔레스타인의 경제
팔레스타인의 경제는 팔레스타인의 경제 활동을 의미한다.

## 역사
팔레스타인 지역의 1인당 GDP는 1968년부터 1980년까지 매년 7%씩 증가했지만 1980년대에는 증가세가 둔화되었다. 1970년~1991년 기대수명은 56세에서 66세로, 1000명당 유아사망률은 95세에서 42세로, 전기사용가구는 30%에서 85%로, 냉장고가구는 1980년 11%에서 85%로, 세탁기가 있는 가구는 1991년 61%로 증가했다.
1994년 4월 이스라엘과 팔레스타인 당국 간의 파리 경제 의정서에 의해 경제 활동이 통제되었던 요르단강 서안 지구와 가자 지구의 경제 상황은 1990년대 초에 악화되었다. 1992년과 1996년 사이에 요르단강 서안 지구와 가자 지구의 1인당 실질 GDP는 총소득 감소와 강력한 인구 증가의 복합적인 영향으로 36.1% 감소했다. 경제활동의 하락은 이스라엘의 테러에 대응한 이스라엘의 폐쇄 정책이 이전에 확립된 노동과 상품시장 관계에 지장을 주었기 때문이다. 가장 심각한 영향은 만성 실업의 출현이었다. 1980년대의 평균 실업률은 일반적으로 5% 미만이었지만 1990년대 중반에는 20% 이상으로 증가했다. 1997년 이후, 이스라엘의 포괄적 폐쇄 사용은 감소했고 새로운 정책들이 시행되었다. 1999년 10월, 이스라엘은 1995년 임시 협정에 따라 요르단강 서안 지구와 가자 지구 사이의 안전한 통로의 개통을 허용했다. 이러한 경제활동의 변화는 1998년~1999년의 완만한 경제회복을 촉진했다.
이스라엘의 봉쇄로 인해 85%의 공장이 문을 닫거나 20% 미만의 가동을 중단했다. 이스라엘 기업들은 폐쇄로 하루에 200만 달러의 손실을 본 반면 가자는 하루에 약 100만 달러의 손실을 본 것으로 추정된다. 세계은행은 이 지역의 명목 GDP를 400만 7천 달러, 이스라엘의 16만 1천 8천 달러로 추산했다. 1인당 이 수치는 각각 연간 1,036달러와 22,563달러이다.
30년 동안, 이스라엘은 매일 수천 명의 팔레스타인 사람들이 건설, 농업, 그리고 다른 육체 노동자들을 위해 이스라엘에 들어오는 것을 허락했다. 이 기간 동안 팔레스타인의 경제는 아랍 국가들의 다수보다 훨씬 더 컸다. 1990년대 중반까지 팔레스타인 노동력의 5분의 1에 해당하는 15만명이 매일 이스라엘로 들어왔다. 팔레스타인인들이 자살 폭탄의 파고를 일으킨 후, 팔레스타인으로부터의 분리에 대한 생각이 이스라엘에 뿌리내렸다. 이스라엘은 노동력에 굶주린 자신을 발견했고, 점차적으로 대부분의 팔레스타인을 태국, 루마니아 및 기타 국가에서 온 이주민으로 대체했다.
2005년 PNA 재무부는 2002년 하반기부터 건설이 시작된 이스라엘 서안 지구의 장벽을 팔레스타인 경제활동 침체의 한 원인으로 꼽았다. 요르단강 서안 지구의 실질 GDP 성장은 2000년, 2001년, 2002년에 크게 감소했고 2003년과 2004년에는 완만하게 증가했다. 세계은행은 2003년 이후 완만한 경제성장을 "폭력사태를 최소화하고 통행금지를 줄였으며, 더 예측 가능한 (비록 여전히 강도 높은) 폐쇄, 제한된 요르단강 서안 경제 상황에 팔레스타인 사업이 적응했기 때문"이라고 분석했다. "고립화 시나리오"에 따르면, 은행은 2006년에 -0.2%, 2007년에 -0.6%의 실질 성장률을 예상했다.
이스라엘의 일방적인 가자 지구 탈퇴를 계기로 이스라엘로 들어오는 알 멘타르·카르니 국경 교차로가 폐쇄되면서 빵과 기본 물자 부족 현상이 빚어졌다. 하마스가 운영하는 팔레스타인 당국은 이스라엘이 다른 국경을 개방하겠다는 제안을 거절했다.
2006년 1월 총선에서 하마스가 압승한 후, 러시아를 제외한 4인조는 이스마일 하니야 총리가 이끄는 팔레스타인 자치 정부에 대한 모든 자금을 삭감했다. PA는 이스라엘 국경에서 이스라엘 관리들이 징수한 세금과 관세에서 매달 5500만 달러씩 5000만 달러에서 7000만 달러의 적자를 냈다. 선거가 끝난 뒤 팔레스타인 증시는 약 20% 하락했고 PA는 현지 은행과의 차입 여력을 소진했다. 이스라엘은 세금 수령액 5500만 달러를 PA로 이전하는 것을 중단했다. 이 자금은 PA 예산의 3분의 1을 차지하며 팔레스타인 공무원 16만명(이 중 보안 및 경찰 6만명)의 임금을 지급했다. 미국과 유럽 연합은 PA에 대한 직접적인 원조를 중단했고, 미국은 PA의 은행에 금융 봉쇄를 가하여 아랍 연맹의 자금 중 일부를 송금하는 것을 방해했다(예: 사우디아라비아 및 카타르). 2006년 5월 가자 지구와 요르단강 서안 지구에서 수백명의 팔레스타인인들이 임금 지급을 요구하는 시위를 벌였다. 하마스와 파타 사이의 긴장은 PA의 "경제적 압박"의 결과로 고조되었다.
2009년 이스라엘군은 보안 조치의 일련의 감축으로 예닌 입구의 검문소를 철거했다. 2012년 9월 유럽 연합 활동가들은 팔레스타인 경제가 점령과 정착촌 건설로 인해 요르단강 서안의 40%, 지하수의 82%, 방목지의 3분의 2 이상을 상실했다고 말했다.
라와비라는 이름의 첫 번째 계획된 팔레스타인 도시는 카타르의 지원으로 라말라 북쪽에 건설 중이다. 2013년, 이스라엘과 팔레스타인 영토 간의 무역은 연간 200억 달러로 평가되었다.

## 통화
경제 관계 의정서에 따르면 팔레스타인은 독립적으로 팔레스타인 통화를 도입할 수 없다. 대신, 이스라엘 신 셰켈은 팔레스타인 영토의 주요 통화이다. 요르단강 서안 지구에서는 요르단 디나르도 사용된다. 셰켈은 대부분의 거래, 특히 소매 거래에 사용되며 디나르는 절약 및 내구재 거래에 더 많이 사용된다. 미국 달러는 때때로 저축과 해외 상품 구매에도 사용된다. 달러는 팔레스타인 통화 당국(팔레스타인 중앙은행)이 감독하는 거래의 압도적 다수에 의해 사용되며, 이는 팔레스타인이나 팔레스타인에 의해 수행되는 거래의 극히 일부에 불과하다.
가자 지구에서 세켈은 주요 통화이기도 하지만 PA, 이스라엘, 이집트의 봉쇄로 인해 공급이 부족하다.
팔레스타인 통화 당국은 자국 통화를 발행하지 않기 때문에 독립적이고 효과적인 통화 정책을 추진할 수 없다. 동시에 여러 통화를 사용하면 비용이 증가하고 환율 변동으로 인한 불편이 발생한다.

## 과세
팔레스타인 영토에서의 세금은 팔레스타인 자치 정부(PA) 및 이스라엘에 대한 지불을 수반할 수 있는 복잡한 시스템이다. 2005년, PA는 세금과 기타 요금으로 매달 약 3400만 달러를 징수하는 반면, 이스라엘은 매달 7,500만 달러의 해외 수입과 이스라엘 상품 및 서비스에 대한 부가가치세(VAT) 관세를 징수하고 있으며, 평균적으로 1,500만 달러는 팔레스타인의 수도료와 전력요금을 지불하고 나머지 6,000만 달러를 PA에 전달했다. 이스라엘은 2012년 12월 로이터통신이 1억 달러로 집계한 PA 자체 창출 수익의 약 3분의 2를 회수했다. 2006년 팔레스타인 총선과 하마스의 정부 구성 이후 이스라엘은 정기적으로 세금을 내지 않고 있다.

## 고용
유럽 팔레스타인 관계위원회에 따르면 농업 부문은 공식적으로 인구의 13.4%를 고용하고 있으며 비공식적으로 인구의 90%를 고용하고 있다. 지난 10년 동안 팔레스타인의 실업률은 증가했고 농업 부문은 팔레스타인에서 가장 빈곤한 부문이 되었다. 2008년 가자지구에서 실업률이 41%에 달했을 때 최고조에 달했다.

### 이스라엘인 기준
팔레스타인 경제의 높은 실업률은 약 10만 명의 팔레스타인인들이 이스라엘에서 일하도록 이끌었다. 2014년 3월까지 약 45,000건의 이스라엘 노동 허가증이 발급되었고, 추가로 25,000건이 요르단강 서안 정착촌 노동 허가증이 발급되었다. 불법적인 경로를 통해 허가 없이 35,000명의 팔레스타인 노동자가 일하고 있는 것으로 추산된다. 최근 인허가 정원이 늘어나 최소 발급 연령이 26세에서 24세로 줄었다 팔레스타인이 고용된 분야는 건설, 제조업, 상업, 농업 등이다.
2013년 기준 이스라엘과 정착촌의 일당 평균 임금은 요르단강 서안의 민간 부문보다 거의 2.2배, 가자 지구의 4배 이상 높다. 팔레스타인 월 최저 임금은 1,450엔으로, 이스라엘 최저 임금 4,300엔의 거의 3분의 1이다. 요르단강 서안지구에서 이스라엘 노동법은 군사법규를 통해 부분적으로 적용되고 있으며, 2007년 이스라엘 대법원의 판결은 이스라엘 정착촌 내에서의 노동에 대한 법을 적용한다. 다만 이스라엘 사업주가 최저임금이나 사회보장급여 등 노동법을 피하기 위해 급여 지급을 거부하거나 근로시간을 숨기는 등 근로자에 대한 법적 의무를 다하지 않은 사례가 발생하고 있다.
2014년 팔레스타인 자치 정부의 공식 일간지인 알하야트 알자디다에 실린 기사는 팔레스타인 노동자들에 대한 이스라엘의 대우에 찬사를 보냈다. 교통, 의료, 연금과 같은 부가적인 혜택으로 팔레스타인은 기회가 있을 때마다 팔레스타인 고용주를 떠나 이스라엘을 위해 일하는 것이 빠르다. 안전 수칙은 이스라엘 노동자 조합에 의해 엄격하게 시행되며 신체 검사는 의사가 한다. PA는 노동법을 통과시켰지만 최저임금, 연차휴가, 병가, 초과근무 수당 등의 규정은 시행하지 않고 있다.

## 농업
농업은 경제의 버팀목이다. 농산품 생산은 팔레스타인의 수출 경제에 활력을 불어넣고 있다. 유럽 팔레스타인 관계위원회에 따르면 농업 부문은 공식적으로 인구의 13.4%를 고용하고 있으며 비공식적으로 인구의 90%를 고용하고 있다. 팔레스타인 영토의 약 183,000 헥타르가 경작되고 있으며, 그 중 절반은 올리브 생산에 사용된다. 올리브 제품은 다른 어떤 농작물보다 수출 수입이 많다.
지난 10년 동안 팔레스타인의 실업률은 증가했고 농업 부문은 팔레스타인에서 가장 빈곤한 부문이 되었다.
팔레스타인 농업은 수많은 문제들, 생산물의 수출과 필요한 자원들의 수입에 대한 봉쇄, 군사 및 정착민들의 사용을 위한 광범위한 토지 몰수, 우물의 몰수와 파괴, 요르단강 서안 지구의 물리적 장벽으로 어려움을 겪고 있다. 분쟁의 근원이 땅과 있기 때문에 이스라엘과 팔레스타인의 분쟁은 팔레스타인의 농업에서 잘 관리되고 있다.

## 수공예품
수백 년 동안 팔레스타인의 아랍인들에 의해 생산되어 온 다양한 수공예품들이 오늘날에도 계속 생산되고 있다. 팔레스타인 수공예품으로는 자수, 도자기 만들기, 비누 만들기, 유리 만들기, 직조, 올리브 나무와 진주 조각 어머니 등이 있다. 요르단강 서안 지구의 일부 팔레스타인 도시들, 특히 베들레헴, 헤브론, 나블루스는 특정 수공예품을 전문적으로 생산하는 것으로 명성을 얻었고, 이러한 품목의 판매와 수출은 각 도시 경제의 핵심 부분을 형성하고 있다.

## 석재
돌을 깎는 것은 팔레스타인 경제의 전통적인 수입원이다. 석재 산업의 근로자 1인당 연평균 생산량이 다른 어떤 업종보다 높다. 요르단강 서안에는 650개의 석재 생산소가 있으며, 그 중 138개는 베이트파자르에 있다. 채석된 재료는 풍부한 분홍색, 모래, 황금색, 황백색의 벽돌과 예루살렘 돌이라고 알려진 타일로 잘려져 있다.

## 통신
세계은행은 2016년 이스라엘이 요르단강 서안 지구 통신사업자에게 내린 제한조치가 10억달러대 손실을 지속하고 있는 팔레스타인 통신망 발전에 현저한 부정적 영향을 미쳤다고 추정했다. 이들 제한조치에는 이스라엘 군사행정(지역 C) 하의 요르단강 서안지구의 60% 운영 거부, ICT 기업 기술 수입 제한, 팔레스타인 사업자가 이스라엘 등록 기업을 통해 국제연계에 접속하도록 의무화, 모바일 광대역 제공 지연 등이 포함된다.이스라엘은 팔레스타인 시장에서 영업을 계속하는 적절한 허가를 받지 못한 이스라엘 운영자들을 고용했다.